# Elezioni europee del 2014 nei Paesi Bassi
Le elezioni europee del 2014 nei Paesi Bassi si sono tenute il 22 maggio.

## Risultati
| Liste  | Liste | Gruppo    | Voti      | %     | +/-    | Seggi | +/-                         |
| ------ | --- | --------- | --------- | ----- | ------ | ----- | --------------------------- |
|        | Democratici 66 (D66)                                                                                     | ALDE      | 735.825   | 15,48 | 4,16   | 4     | 1                           |
|        | Appello Cristiano Democratico (CDA)                                                                      | PPE       | 721.766   | 15,18 | 4,87   | 5     | Stabile                     |
|        | Partito per la Libertà (PVV)                                                                             | NI        | 633.114   | 13,32 | 3,65   | 4     | 1                           |
|        | Partito Popolare per la Libertà e la Democrazia (VVD)                                                    | ALDE      | 571.176   | 12,02 | 0,63   | 3     | Stabile                     |
|        | Partito Socialista (SP)                                                                                  | GUE/NGL   | 458.079   | 9,64  | 2,54   | 2     | Stabile                     |
|        | Partito del Lavoro (PvdA)                                                                                | S&D       | 446.763   | 9,40  | 2,65   | 3     | Stabile                     |
|        | Unione Cristiana - Partito Politico Riformato • Unione Cristiana (CU) • Partito Politico Riformato (SGP) | - ECR     | 364.843   | 7,67  | 0,85 · | 2 1   | Stabile · Stabile · Stabile |
|        | Sinistra Verde (GL)                                                                                      | Verdi/ALE | 331.594   | 6,98  | 1,89   | 2     | 1                           |
|        | Partito per gli Animali (PvdD)                                                                           | GUE/NGL   | 200.254   | 4,21  | 0,85   | 1     | 1                           |
|        | 50PLUS                                                                                                   | -         | 175.343   | 3,69  | nuovo  | -     | Stabile                     |
|        | Partito Pirata                                                                                           | -         | 40.126    | 0,84  |        | -     | Stabile                     |
|        | Articolo 50                                                                                              | -         | 24.069    | 0,51  |        | -     | Stabile                     |
|        | Partito Anti Euro                                                                                        | -         | 12.290    | 0,26  |        | -     | Stabile                     |
|        | I Verdi                                                                                                  | -         | 10.883    | 0,23  |        | -     | Stabile                     |
|        | Altri <10.000 voti                                                                                       | -         | 27.531    | 0,58  |        | -     |                             |
| Totale | Totale                                                                                                   | Totale    | 4.753.656 |       |        | 26    | 1                           |